# Aridaeus nigripes
Aridaeus nigripes är en skalbaggsart som beskrevs av Aurivillius 1917. Aridaeus nigripes ingår i släktet Aridaeus och familjen långhorningar. Inga underarter finns listade.